# Willy Gassmann
Willy Gassmann (* 1921; † 17. März 1992 in Papeete) war ein Schweizer Verleger. Schweizweit bekannt wurde er unter anderem als Eigentümer der Groupe Gassmann sowie als Präsident und Mäzen des Eishockeyclubs EHC Biel.

## Leben
Willy Gassmann wurde 1921 als Sohn von Olga Gassmann-Laubscher und Charles Gassmann in die Verlegerfamilie Gassmann hineingeboren. Sein Vater war 1919 aus Kanada zurückgekehrt, wo er als Hotelier tätig gewesen war, um seinen kranken Bruder zu unterstützen. Nach dessen Tod 1935 führte Charles Gassmann die Firma erst alleine, später mit der Unterstützung seines Sohnes.
Bereits 1781 hatte Franz Josef Gassmann in Solothurn die Hochobrigkeitliche Buchdruckerei übernommen und zudem die erste solothurnische Zeitung herausgegeben. 1850 gründete Franz Joseph Amatus Gassmann die erste Bieler Druckerei und begann mit der Herausgabe des Seeländer Boten. 1863 kam das Feuille d’Avis de Bienne (heute Journal du Jura) hinzu. Sein Onkel Willy übernahm die Firma 1896 und brachte den Seeländer Boten ab 1904 täglich heraus. Für die Stadt Biel benutzte dieser den Namen Bieler Tagblatt, während für die umliegenden Regionen weiterhin der alte Name verwendet wurde.
Nach dem Tod seines Vaters übernahm Willy Gassmann 1954 die Firma. Während sein Vater eine eher zurückhaltende Geschäftspolitik betrieben hatte, ging Gassmann nun auf Expansionskurs. Er modernisierte den Betrieb und liess die Auflagezahl des Bieler Tagblatts sprunghaft ansteigen, sodass der Verlag und die Druckerei weiter expandieren konnten. Dies gelang unter anderem dank der Übernahme des strauchelnden zweisprachigen Konkurrenzblattes Express, womit Gassmann de facto ein Medien-Monopol im Seeland errichtete. Dies schlug sich in den Auflagezahlen nieder. Betrug die Auflage 1949 noch 9'000 Exemplare, schoss sie bis 1958 auf 22'000 in die Höhe. Aufgrund des erhöhten Inseratevolumens wurde der Zeitungsumfang erweitert.
1966 krempelte Gassmann das Bieler Tagblatt in eine Forumszeitung um. Sichtbar wurde dieser Wechsel mit dem Übergang zu einem farbigen Layout. Die  Vormachtstellung blieb bis 1978 erhalten. Mario Cortesi, Gründer des ersten unabhängigen Medienbüros der Schweiz, etablierte mit der zweisprachigen Gratiszeitung Biel Bienne ein neues Medium in der Region. Fast zeitgleich begann Gassmann mit dem Übergang vom Blei- zum Filmsatz und gehörte damit zu den Vorreitern dieser «elektronischen Revolution».
Gassmann blieb der Firma bis zuletzt treu. Seine letzten Lebensjahre verbrachte er grösstenteils in Polynesien, wo er 1992 im Alter von 70 Jahren verstarb. Er hinterliess eine Frau sowie drei erwachsene Kinder. Nach seinem Tod übernahm sein Sohn Marc die Groupe Gassmann.

## Präsident des EHC Biel
1956 übernahm der Bieler Verleger das Präsidentenamt des EHC Biel (EHCB), der zu dieser Zeit in der dritthöchsten Liga der Schweiz spielte. Mit grösseren Investitionen, wie dem Bau einer Kunsteisbahn, war er massgeblich am Aufstieg der Bieler in die Nationalliga B (NLB) beteiligt. Der Club etablierte sich schnell an der Spitze der NLB. Der Aufstieg in die höchste Liga gelang aber nicht, sodass Gassmann zu ungewöhnlichen Mitteln griff. 1964 liess er den erfolglosen Trainer Ernst Wenger auf einer Carreise an einer Tankstelle in Murten stehen. Gassmanns Einfluss in Verein und Region stieg stetig an, er schreckte auch nicht davor zurück, seine Zeitung für persönliche Abrechnungen einzusetzen.
Bereits zu Beginn seiner Amtszeit als Präsident hatte der Verleger den Bau einer überdachten Eishockeyarena angestrebt. 1971 konnte der Bau des Eisstadions schliesslich nach einer knapp gewonnenen Abstimmung in Angriff genommen werden. Prompt stieg der EHCB 1975 zum ersten Mal in der Geschichte des Vereins in die NLA auf. Es war der Beginn einer goldenen Ära des EHC Biel. Gassmann erhöhte nochmals die Ausgaben und stellte mit Spielern wie Steve Latinovich, Urs Lott oder Aldo Zenhäusern eine der besten Mannschaften der Liga zusammen. In Erinnerung bleibt seine unkonventionelle Verhandlungsweise bei der Verpflichtung neuer Spieler. So fragte er den damaligen Kloten-Stürmer Urs Bärtschi: «Dir Urs, was bruuchet Ihr?» 120'000 Schweizer Franken, soll dieser geantwortet haben, eine hohe Summe für die damalige Zeit. Doch Gassmann stimmte, ohne zu zögern, zu. 1978 und 1981 gewann der Bieler Eishockeyverein mit Präsident Gassmann den Meistertitel. Nach dem ersten Gewinn 1978 lud Gassmann die ganze Mannschaft auf eine zweiwöchige Reise auf die Bahamas ein. Der «Bieler Patron» pflegte allgemein einen engen Kontakt mit den Spielern. Das ging so weit, dass Gassmann in der Bieler Garderobe seinen festen Platz hatte, wo er sich jeweils mit den Spielern gemeinsam für das Spiel umzog.
1982 gab Gassmann das Präsidentenamt ab. Der bisher letzte Meistertitel im Jahr 1983 läutete den Abschluss der Gassmann-Ära ein. Danach ging es mit dem Verein bergab, bis er im Jahre 1995 mit einem Schuldenberg von 4,5 Millionen Franken in die NLB abstieg.
Neben seinem Amt als EHCB-Präsident präsidierte Gassmann von 1947 bis 1951 den Yachtclub Bielersee sowie die Bieler Braderie.